# Цілком таємно (сезон 2)
Другий сезон американського науково-фантастичного телесеріалу «Цілком таємно», до якого увійшло 25 серій, стартував 16 вересня 1994 року та тривав до 19 травня 1995. Трансляцію здійснював телеканал Fox. Серіал продовжив оповідати історію спеціальних агентів Федерального бюро розслідувань (ФБР) — Фокса Малдера (Девід Духовни) та Дейни Скаллі (Джилліан Андерсон). Головні герої розслідують випадки паранормальних і загадкових явищ, знані як справи з грифом «X».

## Сюжет
Дейна Скаллі перепризначена викладати в Академії ФБР, а Фокс Малдер отримує незначні завдання зі спостереження. Після того, як він розслідує випадки інопланетян в обсерваторії Аресібо в Пуерто-Ріко, Малдер отримує нового партнера, Алекса Крайчека, і зустрічає таємного інформатора X. Малдера залучають для допомоги в переговорах щодо захоплення заручників, коли Дуейн Баррі, викрадений інопланетянами, захоплює чотирьох людей. Зрештою Баррі викрадає Скаллі, вважаючи, що якщо він приведе її на своє початкове місце викрадення, гору Скайленд, інопланетяни заберуть її замість нього. Малдер йде слідом, але його затримує Крайчек, який виявляється кротом, що працює на Курця. Коли Малдер досягає гори Скайленд, Скаллі вже немає. Баррі, який наполягає на тому, що його забрали інопланетяни, помирає незабаром через Крайчека. Коли Крайчек зникає, Скіннер знову відкриває «Секретні матеріали», стверджуючи, що змовники боятимуться цього найбільше.
Через чотири тижні Скаллі опинилася в лікарні в стані коми. X надає Малдеру інформацію, яка дозволяє йому помститися її викрадачам, але натомість сестра Скаллі Мелісса переконала Малдера відвідати її ліжко. Скаллі виходить з коми після молитви до Бога і незабаром повертається до роботи. Пізніше агенти розслідують справу, пов’язану з введенням інопланетної біології підліткам у Вісконсині, і вони знову стикаються з убивцею Глибокою Глоткою, якого вбиває місцевий шериф.
Під час розслідування справи про вбивство ідентичних лікарів агенти натрапляють на мисливця за головами за прибульцями, відповідального за страту серії інопланетних клонів. Під час цього випадку з'являється доросла жінка, яка заявляє, що є сестрою Малдера Самантою, розповідає Малдеру про цілі Мисливця за головами та про те, що вона може впізнати його. Коли Скаллі викрадає мисливець за головами, Малдер змушений обміняти на неї Саманту. Під час невдалої спроби вбити Мисливця за головами Саманта гине. Однак виявилося, що це був просто один із багатьох інопланетних клонів Саманти. За допомогою X Малдер переслідує мисливця за головами до підводного човна в Арктиці. Малдер ледь не був убитий, коли потрапив у токсичну кров мисливця за головами, але його врятувала Скаллі.
Коли хакер завантажує секретну інформацію про інопланетян, накопичену десятиліттями, на цифрову стрічку, він віддає її Малдеру, який виявляє, що вся стрічка написана мовою навахо. Чоловік, що курить сигарети, починає шукати запис і відвідує батька Малдера, який невдовзі телефонує Малдеру, щоб побачитися з ним. Однак перш ніж він може щось відкрити Малдеру, його вбиває Алекс Крайчек. Скаллі привозить Малдера до Нью-Мексико, де вона знайомить його з Альбертом Хостіном, шифрувальником, який може перекладати цифрову стрічку. Онук Альберта показує Малдеру вантажний вагон, наповнений трупами прибульців. Однак Чоловік, що курить сигарети, відстежує місцезнаходження Малдера та наказує спалити вагон.

## У ролях

### Головні ролі
- Девід Духовни — Фокс Малдер
- Джилліан Андерсон — Дейна Скаллі

### Другорядні ролі
- Мітч Піледжі — Волтер Скіннер
- Стівен Вільямс — Ікс
- Вільям Брюс Девіс — Курець
- Ніколас Ліа — Алекс Крайчек
- Том Брейдвуд — Мелвін Фрогікі
- Брюс Гарвуд[en] — Джон Фітцджеральд Байєрс
- Дін Гаґлунд[en] — Річард Ленглі
- Пітер Донат[en] — Вільям Малдер
- Шейла Ларкен[en] — Маргарет Скаллі
- Меган Лейтч[en] — Саманта Малдер
- Стів Рейлсбек — Дуейн Беррі
- Браян Томпсон — Інопланетний мисливець за головами
- Реймонд Дж. Беррі[en] — Річард Матесон
- Нік Чінлунд[en] — Донні Пфастер
- Дон С. Вільямс — Перший старійшина
- Ліндсі Гінтер[en] — Чистильник
- Мелінда Макґроу[en] — Меліса Скаллі
- Ребекка Тулан[en] — Тіна Малдер
- Флойд Вестерман — Альберт Гостін

## Епізоди
Епізоди позначені подвійним хрестиком () належать до міфології серіалу.
| № п/п | № в сезоні | Назва                                             | Режисер                | Сценарист                                                     | Оригінальний показ | Оригінальний показ українською | Код  | Рейтинг |
| --- | ---------- | ------------------------------------------------- | ---------------------- | ------------------------------------------------------------- | ------------------ | ------------------------------ | ---- | ------- |
| 25 | 1          | «Little Green Men » · «Маленькі зелені чоловічки» | Девід Наттер           | Глен Морган, Джеймс Вонг                                      | 16 вересня 1994    | TBD                            | 2X01 | 16.1    |
| 26 | 2          | «The Host» «Хазяїн»                               | Даніель Закхейм        | Кріс Картер                                                   | 23 вересня 1994    | TBD                            | 2X02 | 15.9    |
| 27 | 3          | «Blood» «Кров»                                    | Девід Наттер           | Сюжет: Дарін Морган Телесценарій: Глен Морган, Джеймс Вонг    | 30 вересня 1994    | TBD                            | 2X03 | 14.8    |
| 28 | 4          | «Sleepless» «Безсонний»                           | Роб Боуман             | Говард Гордон                                                 | 7 жовтня 1994      | TBD                            | 2X04 | 13.4    |
| 29 | 5          | «Duane Barry » · «Дуейн Беррі»                    | Кріс Картер            | Кріс Картер                                                   | 14 жовтня 1994     | TBD                            | 2X05 | 13.9    |
| 30 | 6          | «Ascension » · «Сходження»                        | Майкл Ланге            | Пол Браун                                                     | 21 жовтня 1994     | TBD                            | 2X06 | 15.5    |
| 31 | 7          | «3»                                               | Девід Наттер           | Кріс Руппенталь, Глен Морган, Джеймс Вонг                     | 4 листопада 1994   | TBD                            | 2X07 | 15.0    |
| 32 | 8          | «One Breath » · «Один подих»                      | Р. В. Гудвін           | Глен Морган, Джеймс Вонг                                      | 11 листопада 1994  | TBD                            | 2X08 | 15.3    |
| 33 | 9          | «Firewalker» «Вогнехід»                           | Девід Наттер           | Говард Гордон                                                 | 18 листопада 1994  | TBD                            | 2X09 | 15.2    |
| 34 | 10         | «Red Museum » · «Червоний музей»                  | Він Фелпс              | Кріс Картер                                                   | 9 грудня 1994      | TBD                            | 2X10 | 16.1    |
| 35 | 11         | «Excelsis Dei» «Слава Господня»                   | Стівен Сурик           | Пол Браун                                                     | 16 грудня 1994     | TBD                            | 2X11 | 14.2    |
| 36 | 12         | «Aubrey» «Обрі»                                   | Роб Боуман             | Сара Б. Чарно                                                 | 6 січня 1995       | TBD                            | 2X12 | 16.2    |
| 37 | 13         | «Irresistible» «Чарівний»                         | Девід Наттер           | Кріс Картер                                                   | 13 січня 1995      | TBD                            | 2X13 | 14.7    |
| 38 | 14         | «Die Hand Die Verletzt» «Длань Караюча»           | Кім Меннерс            | Глен Морган, Джеймс Вонг                                      | 27 січня 1995      | TBD                            | 2X14 | 17.7    |
| 39 | 15         | «Fresh Bones» «Свіжі кості»                       | Роб Боуман             | Говард Гордон                                                 | 3 лютого 1995      | TBD                            | 2X15 | 17.8    |
| 40 | 16         | «Colony » · «Колонія»                             | Нік Марк               | Сюжет: Девід Духовни, Кріс Картер Телесценарій: Кріс Картер   | 10 лютого 1995     | TBD                            | 2X16 | 15.9    |
| 41 | 17         | «End Game » · «Кінець гри»                        | Роб Боуман             | Френк Спотніц                                                 | 17 лютого 1995     | TBD                            | 2X17 | 17.5    |
| 42 | 18         | «Fearful Symmetry» «Жахлива симетрія»             | Джеймс Вітмор-молодший | Стів Де Ярнатт                                                | 24 лютого 1995     | TBD                            | 2X18 | 16.5    |
| 43 | 19         | «Død Kalm» «Тиха затока»                          | Роб Боуман             | Сюжет: Говард Гордон Телесценарій: Говард Гордон, Алекс Ганза | 10 березня 1995    | TBD                            | 2X19 | 17.1    |
| 44 | 20         | «Humbug» «Обман»                                  | Кім Меннерс            | Дарін Морган                                                  | 31 березня 1995    | TBD                            | 2X20 | 15.7    |
| 45 | 21         | «The Calusari» «Калушари»                         | Майк Вехар             | Сара Б. Чарно                                                 | 14 квітня 1995     | TBD                            | 2X21 | 12.9    |
| 46 | 22         | «F. Emasculata» «Ф. Емаскулата»                   | Роб Боуман             | Кріс Картер, Говард Гордон                                    | 28 квітня 1995     | TBD                            | 2X22 | 14.0    |
| 47 | 23         | «Soft Light» «Розсіяне світло»                    | Джеймс Контнер         | Вінс Гілліган                                                 | 5 травня 1995      | TBD                            | 2X23 | 12.9    |
| Колишня студентка Скаллі просить спеціальних агентів допомогти їй у першій справі, пов'язаній з серією зникнень людей. Малдер спочатку думає про раптове самозаймання, але потім відкидає це припущення, коли агенти знаходять Честера Бентона, який боїться власної тіні. Бентон — науковць, який досліджував темну матерію, і внаслідок нещасного випадку його тінь набула властивості знищувати всіх, хто на неї наступить. |            |                                                   |                        |                                                               |                    |                                |      |         |
| 48 | 24         | «Our Town» «Наше містечко»                        | Роб Боуман             | Френк Спотніц                                                 | 12 травня 1995     | TBD                            | 2X24 | 14.5    |
| Спеціальні агенти вирушають до міста Дадлі, Арканзас, щоб розслідувати зникнення сільськогосподарського інспектора. Коли сільськогосподарську працівницю довелось застрелити, через те що вона збожеволіла та напала на іншого працівника, це навело Малдера на думку, що з усіма в цьому місті щось не так. |            |                                                   |                        |                                                               |                    |                                |      |         |
| 49 | 25         | «Anasazi » · «Анасазі»                            | Р. В. Гудвін           | Девід Духовни, Кріс Картер                                    | 19 травня 1995     | TBD                            | 2X25 | 16.6    |
| Малдер отримує касету із цілком таємними документами Міністерства оборони США і намагається їх розшифрувати, щоб не тільки довести свої переконання, але і дізнатися правду про свого батька. Спроби розшифрувати документи приводять його в індіанську резервацію в Нью-Мексико. |            |                                                   |                        |                                                               |                    |                                |      |         |

## Прийом

### Нагороди та номінації
| Рік  | Нагорода                                 | Категорія                                                  | Номінація                                 | Результат |
| ---- | ---------------------------------------- | ---------------------------------------------------------- | ----------------------------------------- | --------- |
| 1995 | «Золотий глобус»                         | Найкращий серіал (драма)                                   | «Цілком таємно»                           | Перемога  |
| 1995 | «Прайм-тайм премія „Еммі“»               | Найкраща запрошена акторка драматичного серіалу            | Сі Сі Ейч Паундер за епізод «Дуейн Беррі» | Номінація |
| 1995 | «Прайм-тайм премія „Еммі“»               | Найкращий драматичний серіал                               | «Цілком таємно»                           | Номінація |
| 1995 | «Прайм-тайм премія „Еммі“»               | Найкращий сценарій драматичного серіалу                    | Кріс Картер за епізод «Дуейн Беррі»       | Номінація |
| 1995 | «Прайм-тайм премія „Еммі“»               | Найкраща робота оператора в серіалі (однокамерна зйомка)   | Джон С. Бартлі за епізод «Один подих»     | Номінація |
| 1995 | «Прайм-тайм премія „Еммі“»               | Найкращий монтаж драматичного серіалу (однокамерна зйомка) | Джеймс Кобленц за епізод «Дуейн Беррі»    | Номінація |
| 1995 | «Прайм-тайм премія „Еммі“»               | Найкращий монтаж драматичного серіалу (однокамерна зйомка) | Стівен Марк за епізод «Безсонний»         | Номінація |
| 1995 | «Прайм-тайм премія „Еммі“»               | Найкраща робота зі звуком                                  | «Дуейн Беррі»                             | Номінація |
| 1995 | «Премія Асоціації телевізійних критиків» | Програма року                                              | «Цілком таємно»                           | Номінація |
| 1995 | «Премія Асоціації телевізійних критиків» | Видатні досягнення в драмі                                 | «Цілком таємно»                           | Номінація |
| 1996 | «Премія Гільдії сценаристів Америки»     | Найкращий сценарій драматичного серіалу                    | Кріс Картер за епізод «Дуейн Беррі»       | Номінація |

## Реліз на DVD
| The X-Files — The Complete Second Season                                                                                    | | | | | | | |
| Деталі | Деталі | Деталі | Деталі | Особливості | Особливості | Особливості | Особливості |
| - 25 епізодів - 7 дисків - 1.33:1 співвідношення сторін - Субтитри: англійська, іспанська - Англійська (Dolby 2.0 Surround) | - 25 епізодів - 7 дисків - 1.33:1 співвідношення сторін - Субтитри: англійська, іспанська - Англійська (Dolby 2.0 Surround) | - 25 епізодів - 7 дисків - 1.33:1 співвідношення сторін - Субтитри: англійська, іспанська - Англійська (Dolby 2.0 Surround) | - 25 епізодів - 7 дисків - 1.33:1 співвідношення сторін - Субтитри: англійська, іспанська - Англійська (Dolby 2.0 Surround) | - Документальний фільм «Правда про другий сезон» - Кріс Картер розповідає про 12 епізодів: «Маленькі зелені чоловічки», «Хазяїн», «Безсонний», «Дуейн Беррі», «Сходження», «Один подих», «Чарівний», «Длань Караюча», «Колонія», «Кінець гри», «Обман» та «Анасазі» - Вибрані кліпи спецефектів - Видалені сцени - 9 сцен «Поза правдою» з F/X - 49 телевізійних рекламних роликів | - Документальний фільм «Правда про другий сезон» - Кріс Картер розповідає про 12 епізодів: «Маленькі зелені чоловічки», «Хазяїн», «Безсонний», «Дуейн Беррі», «Сходження», «Один подих», «Чарівний», «Длань Караюча», «Колонія», «Кінець гри», «Обман» та «Анасазі» - Вибрані кліпи спецефектів - Видалені сцени - 9 сцен «Поза правдою» з F/X - 49 телевізійних рекламних роликів | - Документальний фільм «Правда про другий сезон» - Кріс Картер розповідає про 12 епізодів: «Маленькі зелені чоловічки», «Хазяїн», «Безсонний», «Дуейн Беррі», «Сходження», «Один подих», «Чарівний», «Длань Караюча», «Колонія», «Кінець гри», «Обман» та «Анасазі» - Вибрані кліпи спецефектів - Видалені сцени - 9 сцен «Поза правдою» з F/X - 49 телевізійних рекламних роликів | - Документальний фільм «Правда про другий сезон» - Кріс Картер розповідає про 12 епізодів: «Маленькі зелені чоловічки», «Хазяїн», «Безсонний», «Дуейн Беррі», «Сходження», «Один подих», «Чарівний», «Длань Караюча», «Колонія», «Кінець гри», «Обман» та «Анасазі» - Вибрані кліпи спецефектів - Видалені сцени - 9 сцен «Поза правдою» з F/X - 49 телевізійних рекламних роликів |
| Дати виходу | | | | | | | |
| Регіон 1 | Регіон 1 | Регіон 2 | Регіон 2 | Регіон 4 | Регіон 4 | | |
| 28 листопада 2000 | 28 листопада 2000 | 30 квітня 2001 | 30 квітня 2001 | 20 квітня 2001 | 20 квітня 2001 | | |